# Dorer
Die Dorer (seltener: Dorier; altgriechisch Δωριεῖς Dōrieîs) waren neben u. a. den Achaiern, Ioniern und Aiolern eine indogermanische, altgriechisch sprechende Bevölkerung, die wahrscheinlich ursprünglich im nordwestgriechischen Raum (Epirus) und Makedonien lebte. Strittig ist bis heute, ob Dorer ursprünglich auch im dalmatinisch-albanischen Raum (Illyrien) lebten.

## Griechenland in Mykenischer Zeit
Für die mykenische Zeit (ca. 1600 bis 1050 v. Chr.) lassen sich die Dorer auf der Peloponnes und in Mittelgriechenland archäologisch noch nicht nachweisen. Auch die griechische Sprache auf den Linear-B-Täfelchen der mykenischen Palastarchive in Pylos, Mykene, Knossos und Theben weist noch keine Spuren des dorischen Dialekts auf. Da der dorische Dialekt in klassischer Zeit aber vor allem auf der Peloponnes, auf Kreta, den südlichen Ägäisinseln und den griechischen Siedlungen Südwest-Kleinasiens gesprochen wurde, nimmt der überwiegende Teil der Forschung an, dass die Dorer in der Dunklen Zwischenzeit in diese Regionen gewandert sind.

Karte der Dialekte des Altgriechischen in Griechenland und Anatolien, in der Klassischen Zeit um 500–336/323 v. Chr.

## Dorische Wanderung
Ein Teil der Forschung nahm eine Zeit lang an, dass die Dorer um 1200 v. Chr. nach Mittel- und Südgriechenland gewandert seien und von dort aus über Kreta nach Kos, Rhodos und schließlich Südwestkleinasien gelangten. Bei ihrem Vordringen hätten sie die mykenischen Palastzentren erobert und der mykenischen Kultur ein Ende bereitet. Man nahm an, dass sie auf ihrer Reise durch Griechenland als Zerstörer auftraten. 
Allerdings hat sich in den letzten Jahrzehnten immer deutlicher gezeigt, dass die mykenische Kultur, trotz einiger Umwälzungen zu Beginn des 12. Jahrhunderts, bis etwa 1050/1000 v. Chr. ohne größere kulturelle Brüche bestanden hat. Zwar bricht kurz nach 1200 v. Chr. das Palastwirtschafts-System zusammen und die meisten bisher bekannten Oberstädte der mykenischen Zentren werden zerstört; jedoch bleiben sie – sofern sie nicht, wie das mykenische Pylos, ganz verlassen wurden – weiterhin von offenbar derselben Bevölkerung besiedelt. Die Keramik und andere Artefakte des 12. und des 11. Jahrhunderts v. Chr. sind eindeutig Fortführung der mykenischen Kultur. Zudem gibt es – bis auf grobe Tongefäße, sogenannte „Handgemachte Keramik“, an einigen Orten – kaum Neuerungen und allenfalls wenig Fremdes. Der früher weit verbreiteten Theorie einer massiven und gewalttätigen Dorischen Wanderung um 1200 v. Chr. begegnen Fachkreise daher seit den 1970ern mit immer größerer Skepsis und Ablehnung.
Viele Fachleute nehmen daher eine Einwanderung der Dorer in mehreren Schüben um 1000 v. Chr. an. Sie muss nicht unbedingt, zumindest nicht überall, gewaltsam verlaufen sein. Ab dieser Zeit kommt immer stärker die Brandbestattung auf und in der Vasenmalerei erfolgt der Übergang von der sogenannten submykenischen zur sogenannten protogeometrischen Keramik.

## Sparta und Kolonien
Im 8. Jahrhundert v. Chr. sind große Teile der Peloponnes (außer Arkadien), Nordwestgriechenland, Kreta, Rhodos und Südwestkleinasien dorisch. Ab der 2. Hälfte des 8. Jahrhunderts v. Chr. beteiligten sich dorische Städte an der Kolonisation in Unteritalien und Sizilien.
Die historisch bedeutende Polis Sparta wurde von den Dorern auf der Peloponnes gegründet. Neben der attischen Polis Athen konnte sich diese zeitweise zu einer Hegemonialmacht im antiken Griechenland entwickeln.